# آرثر يونغ (عالم)
آرثر يونغ (بالإنجليزية: Arthur Young)‏ (و. 1741 – 1820 م) هو اقتصادي، وصحفي، وعالم إحصاء، وكاتب غير روائي، وفلاح، وعالم زراعة من المملكة المتحدة لبريطانيا العظمى وأيرلندا، ولد في لندن، وكان عضوًا في الجمعية الملكية، والأكاديمية الملكية الهولندية للفنون والعلوم، توفي في لندن، عن عمر يناهز 79 عاماً.

## جوائز
حصل على جوائز منها:
- زميل في الجمعية الملكية.

## روابط خارجية
- آرثر يونغ على موقع الموسوعة البريطانية (الإنجليزية)